# 舊糧食局宜蘭辦公廳
24°45′17″N 121°45′25″E / 24.754714°N 121.756992°E
舊糧食局宜蘭辦公廳，地方俗稱紅磚屋，位於臺灣宜蘭縣宜蘭市宜蘭車站前幾米廣場，1930年建立時原作為稻米分級之用，列歷史建築後，作家黃春明曾在此經營咖啡館。

## 樣貌
舊糧食局宜蘭辦公廳，坐落於宜蘭車站的前左斜角，建坪約59.3坪。建立時正逢於紅磚建築盛行，所用的紅磚為松山磚廠製，採英國式順丁砌。屋頂由一條正脊和四條垂脊組成，為日式四坡寄棟頂。拱形入口及矩形窗，顯得典雅而親切。

## 使用

### 由來
1919年，宜蘭線宜蘭車站到蘇澳車站局部通車後，吸引陳本運輸、國際運通、大一運通等倉儲業進駐今宜蘭市宜興路北段。
宜蘭種植的稻米一年兩熟，以稱為「上冬」的米品質較好，稱為「下冬」的米則因受颱風等影響而稍差。為在此將對宜蘭境內的稻米作分級，以作為直銷日本島、或內銷台灣本地、宜蘭境內自銷的依據，而於1930年建立此建築。依前台灣總督府米穀局員工陳滄溟回憶，他在宜蘭農林學校畢業後就到此全名「台灣總督府米穀局台北事務所宜蘭出張所」的建築工作，將蓬萊米、在來米和糯米依照米粒的形狀、大小、厚實、長短，分為五個等級。稻米檢查核可後，農民再運至今宜興路北段交給運送業者。

### 保留

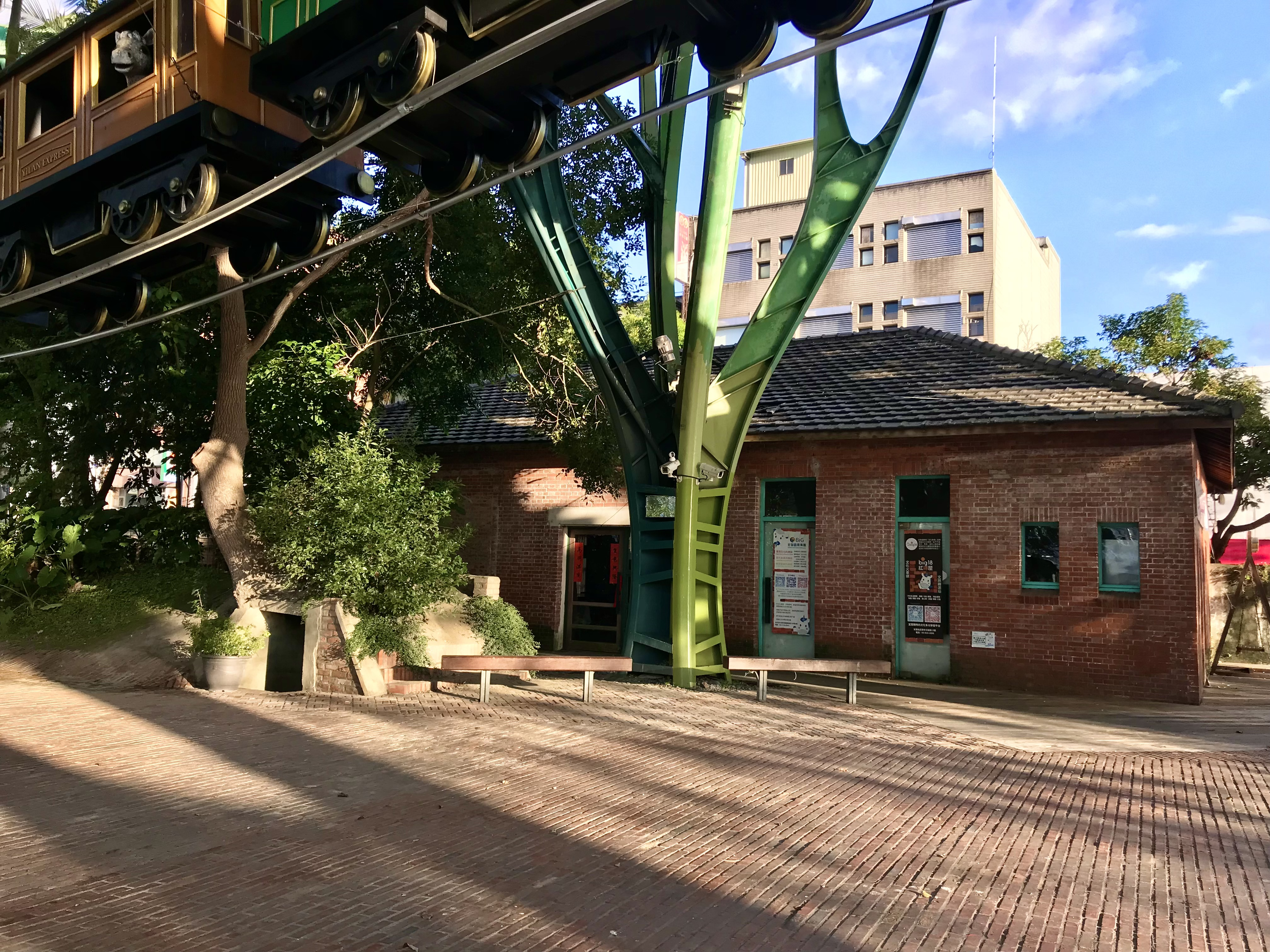
舊糧食局宜蘭辦公廳側面

戰後時期，總督府檢驗罐頭、植物、肥料、米穀及檢疫等五個機構改稱為室，隸屬臺灣省農林廳。此紅磚屋改作為糧食局事務所。
2000年11月10日，宜蘭市公所與台灣鐵路管理局排定在宜蘭火車站前闢建停車場案，預計11月18日委託設計開標，將所有地上物預定在11月底開始拆除。原先鐵路局要拆除舊宿舍時，舊糧食局宜蘭辦公廳也在名單之列，於是宜蘭市立圖書館長陳俊仁和學者林正芳等人爭取保留。2001年4月13日，縣政府出面邀市公所及鐵路局等單位協商後，決定將此屋保留。由縣府向鐵路局以年租金約新台幣54萬元承租。28日，舉辦「前站古文物傳承」活動，由宜蘭市長呂國華從舊台鐵宿舍屋頂卸下第一片烏頭瓦片，以接力方式將一片片傳遞到此屋。6月29日，以「舊糧食局宜蘭辦公廳」登錄為歷史建築。

### 活化
2002年8月19日，縣政府與鐵路局等相關單位，會勘舊糧食局宜蘭辦公廳後，決定作為旅遊服務中心。為挑選五個縣市作地方產業交流中心，行政院政務委員陳其南於2003年4月18日率經濟部商業司到宜蘭時，就由縣府推薦舊糧食局辦公廳、與羅東第二文化中心。之後，經濟部補助宜蘭縣新台幣1億元興建產業交流中心，縣府除剩餘舊鐵路宿舍及辦公廳舍改建外，由建築師黃聲遠在舊糧食局辦公廳後方打造一座高15公尺、九芎形狀的鋼構以象徵宜蘭市舊稱「九芎城」。2005年4月3日，作為藝術生活館的舊糧食局辦公廳啟用，由宜蘭市長呂國華、副議長陳文昌、縣商業會理事長朱儒文主持，前糧食局員工陳木連展出半世紀前的此屋照片。
黃春明過去在台北市重慶南路上老店明星咖啡館書寫，因此想用舊糧食局宜蘭辦公廳，作咖啡廳來作文學交流。咖啡廳名稱有「百果樹」，是因黃春明在裡面放著象徵豐富與創意的果樹模型。2012年9月18日，此屋以「百果樹紅磚屋」之名開幕。選定此日，是黃春明紀念北宜公路與《九彎十八拐》雜誌。2013年6月28日，百果樹紅磚屋前的幾米廣場啟用時，黃春明也參加。
2015年，宜蘭縣議會國民黨黨團書記長陳鴻禧、及楊政誠與黃定和議員，質疑黃春明沒經過公開招標，且縣府不只未收租金還每年補助新台幣98萬元給黃春明團隊，故刪除2016年補助經費。對於此舉，年末12月31日，廖玉蕙、張小虹、邱坤良、向陽等上百位作家及民眾至宜蘭聲援黃春明。後經民進黨府會合作，在時任議長陳文昌幫助下才保住。經各界出資贊助，2016年5月28日，百果樹紅磚屋重新開幕。
2019年，舊糧食局宜蘭辦公廳租金在縣議會遭刪除，鐵路局受文化局請託而同意延後繳納租金。同一年年底，審查預算，國民黨團改以2021年起須公開招標作附帶決議。縣府文化局為避免圖利爭議，規定進駐團體須繳納約30萬元年租金給縣府。2020年11月24日，85歲的黃春明表明12月31日後就不再續駐。
2021年4月6日，舊糧食局宜蘭辦公廳空間活化及文藝活動策劃委託經營管理開標，改由宏智國際文創公司進駐。10月18日，以「BiG18紅磚屋」之名正式開幕，宜蘭縣長林姿妙、前監察院長王建煊等參加。